# 松原つよし
松原つよし（まつばら つよし、本名：松原剛、1965年2月22日 - ）は、大阪府出身のテレビCMディレクター。

## 経歴
大阪府枚方市に生まれると、中学から東京に転居して自由学園男子部中等科・高等科に入学。1986年（昭和61年）に自由学園最高学部（大学部）を卒業すると株式会社ザ・ないんに入社し、1990年（平成2年）にCMディレクターとしてデビューした。
テレビコマーシャルだけでなくバイラルCMやテレビ番組、JUN SKY WALKER(S)、Mr.Children、LAUGHIN' NOSEなどのミュージックビデオの企画演出も手がけている。2015年（平成27年）に自身の映像工房である株式会社マッハフィルムズを設立して代表取締役社長に就任した。2021年（令和3年）には洗足学園音楽大学客員教授に就任、2024年（令和6年）には洗足学園音楽大学メディアアーツコース教授に就任し、後進の育成にも携わっている。

## 人物
名前の読み間違いが多く、作品クレジットや講演などの紹介で「松原つよし」と名前をひらがな表記にする。神奈川県鎌倉市在住。

## 作品

### CM
- 三井アウトレットパーク
  - ハッピーフラフープ（生方ななえ）
  - ドキドキだよ（竹下玲奈）
- TVガイドテレビde漫才（関ジャニ∞）
- いぬのきもち
- はごろもフーズ キチンと朝ごはん（沢口靖子）
  - はごろもフーズシーチキンプラス
- JA共済（アンパンマン）
- 極魔界村バイラルCM（黒田アーサー）
- サロモンスキー（エドガー・グロスピロン）
- チロルチョコ など多数。

### PV
- JUN SKY WALKER(S)「Let's Go ヒバリヒルズ」
- LAUGHIN' NOSE「PUNK IT UP!」ほか

### TV番組
- NHKスペシャル JUN SKY WALKER(S)解散!
- 噂のウワサ
- 世界のデート ほか

### DVD
- ジェット機Paradisep of paradise in  Quattro ほか

## 受賞歴
- 1995年 サロモンスキー ピラミッド ACC秀作賞 アジア広告祭秀作賞
- 1996年 サロモンスキー コースに凄む魔物 ACC賞
- 2005年 板チョコBIG 世界一BIGな男 ACCファイナリスト など。

## 親族
- 松原喜之次 - 祖父。政治家。衆議院議員。
- 松原清 - 兄。オーボエ奏者。
- 松原みき - いとこ。歌手・作詞家・作曲家。